# Александър Йосифов (общественик)
Вижте пояснителната страница за други личности с името Александър Йосифов.
Александър Йосифов е български общественик, деец на Съюза на македонските емигрантски организации.

## Биография
Александър Йосифов е роден в Крива паланка, тогава в Османската империя, днес в Северна Македония.
След Деветнадесетомайския преврат от 1934 година влиза във Временния комитет на македонските братства като съветник, а към 1941 година като касиер. Успоредно с това е председател на Кривопаланечкото благотворително братство. Подписва Позива на Съюза на македонските културно-просветни и благотворителни братства за присъединяване на Вардарска Македония към България през 1941 година.